# Trond Trondsen
Trond Håkon Trondsen (Karasjok, 8 de abril de 1994) es un ciclista noruego que fue profesional entre 2013 y 2020.

## Palmarés
2016
- Ringerike G. P.[1]

2018
- Scandinavian Race

2019
- 1 etapa del Tour de Normandía
- Sundvolden G. P.
- 1 etapa del Tour de Eure y Loir

2020
- Gylne Gutuer[2]